# Richard Quelle

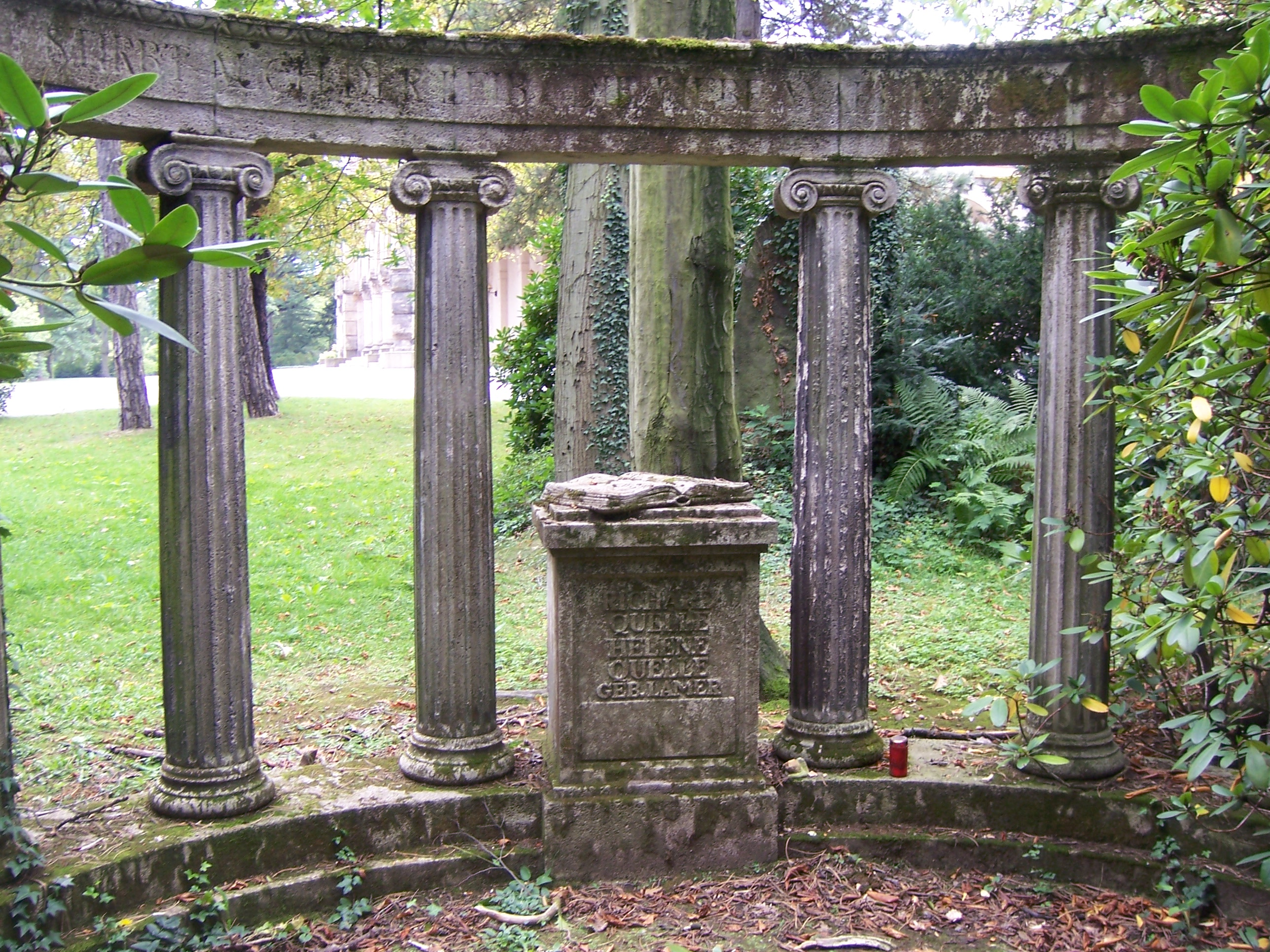
Grabstätte Richard Quelle auf dem Südfriedhof in Leipzig

Richard Quelle (* 25. Mai 1870 in Kleinwechsungen; † 2. Januar 1926 in Leipzig) war ein deutscher Verleger.
Quelle gründete 1906 gemeinsam mit Dr. Heinrich Meyer (1875–1947) einen eigenen Verlag, die Verlagsbuchhandlung Quelle & Meyer in Leipzig. Dieser entwickelte sich zu einem bedeutenden Verlag für wissenschaftliche Literatur und Schulbücher, den Quelle bis zu seinem Tod im Alter von 55 Jahren leitete und der danach von Meyer weitergeführt wurde.